# Lena-veld
Het Lena-veld is een aardolieveld in de Golf van Mexico in het Amerikaanse deel. Het Lena-veld werd in januari 1976 ontdekt door Exxon.

## Ontwikkeling
Gezien de waterdiepte van 305 meter was een conventioneel onderstel (jacket) een optie die een zeer zwaar en duur platform op zou leveren. In dieper water neemt de dynamische belasting namelijk aanmerkelijk toe, doordat hogere platforms een eigenfrequentie hebben die in de buurt komt van veel voorkomende golffrequenties. Exxon ontwierp daarom een guyed tower, met een eigenperiode van 28 seconde ruim boven de golfperiodes, die mee kon bewegen met de golfkrachten, in plaats van deze volledig te weerstaan. Hierdoor kon de toren aanmerkelijk smaller worden uitgevoerd dan traditionele jackets bij die waterdiepte. Het ontwerp voorzag daarnaast in 20 tuidraden waarmee de toren werd verstevigd en daarnaast drijftanken om een deel van het gewicht te dragen. Voorafgaand aan de bouw van de Lena-toren, had Exxon in 1975 al met twaalf andere bedrijven een testopstelling gebouwd op schaal. Bij deze 100 meter hoge toren werden drieëneenhalf jaar lang alle bewegingen en krachten gemeten.
Brown & Root kreeg in 1981 de opdracht voor de bouw en installatie van het platform. Nadat de 329 meter lange toren zijwaarts was gelanceerd vanaf de BAR-376 installeerde de Ocean Builder I het platform in 1983. Daarna bevestigde de Atlas I de tuidraden. De Atlas I was daartoe speciaal uitgerust met een dynamisch positioneringssysteem. Ook zette de Atlas I de vijf dekmodules, de boortoren en de fakkelinstallatie.
Door de Apache van Santa Fe werden twee exportpijpleidingen naar het South Pass 89A-platform gelegd, een 10 inch gasleiding en een 12 inch olieleiding.